# Artëm Šeremet
Artëm Šeremet (in russo Артём Шеремет?; 8 settembre 1988) è un giocatore di calcio a 5 russo.

## Carriera
Šeremet nel 2008-09 ha difeso i pali del Politech San Pietroburgo nella Superliga russa. Con la Russia Under-21 ha disputato, nel 2008, il vittorioso campionato europeo di categoria.